# Armorial des localités de Hongrie/T-Ty
Cette page donne les armoiries des localités de Hongrie, commençant par les lettres T et Ty.

## Ta-Tá

Tatabánya

## To-Tó-Tö

Tokaj
Tokodaltáró
Tolcsva
Töttös